# 4245 Nairc
4245 Nairc eller 1981 UC10 är en asteroid i huvudbältet som upptäcktes den 29 oktober 1981 av Purple Mountain-observatoriet i Nanjing, Kina. Den är uppkallad efter Nanjing Astronomical Instrument Research Center (NAIRC).
Asteroiden har en diameter på ungefär 10 kilometer.